# 西鐵巴士劫持事件
西鐵巴士劫持事件（西鉄バスジャック事件）是2000年5月3日發生於日本佐贺县佐賀市的一宗劫持事件。由于犯罪者在互联网BBS（2ch）发布的犯罪预告，兇手在網路上的匿名為新麥茶，故又称新麥茶事件（ネオむぎ茶事件）。

## 外部連結
- 2典「ネオむぎ茶」